# Antoine Coysevox

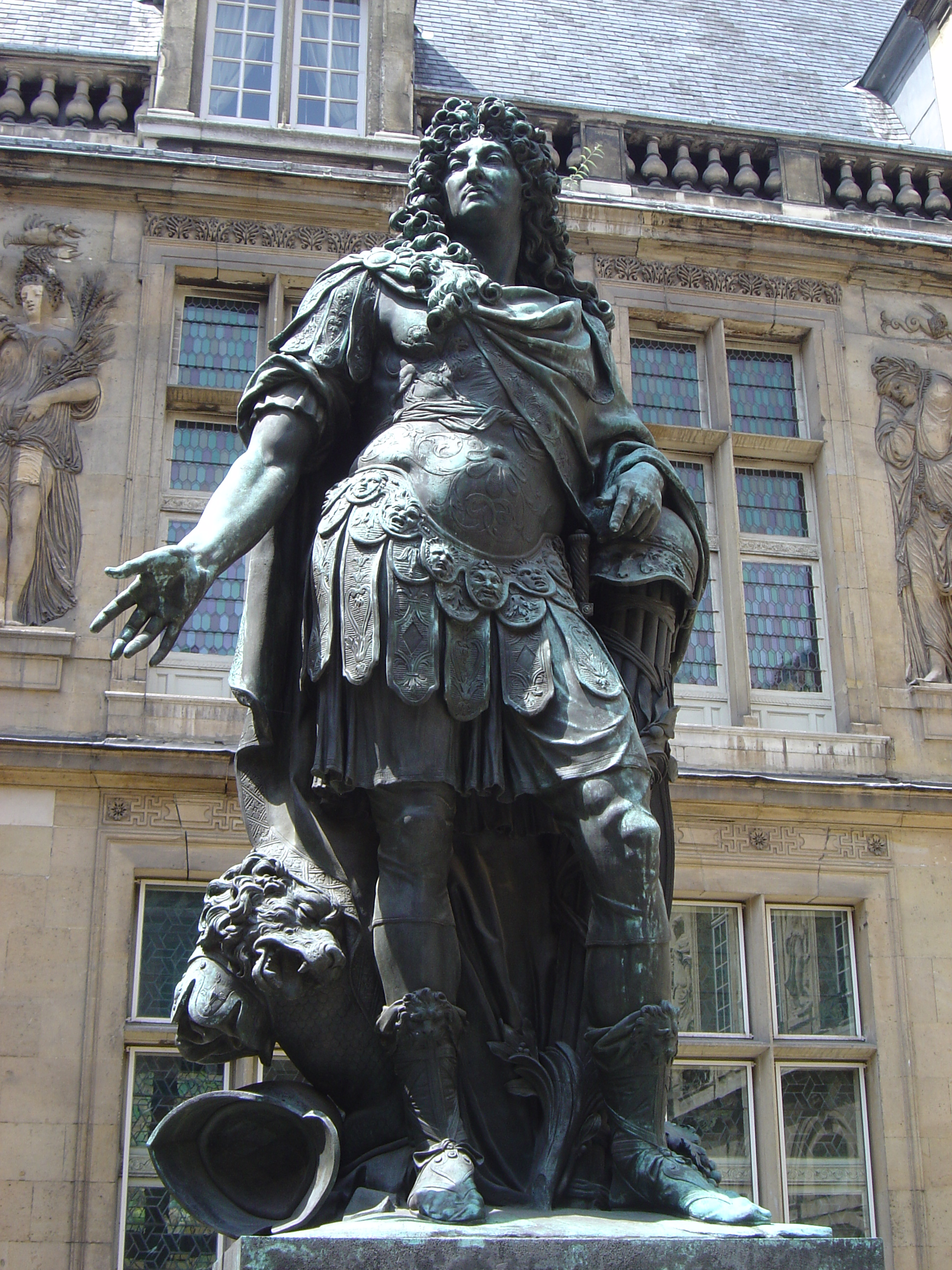
Pomnik Ludwika XIV w Paryżu

Antoine Coysevox (ur. 29 września 1640 w Lyonie, zm. 10 października 1720 w Paryżu) – francuski rzeźbiarz barokowy.
Jako siedemnastolatek wyjechał do Paryża, gdzie tworzył rzeźby będące kopiami rzymskich. W 1667 roku został zaangażowany przez kardynała Wilhelma Egona von Fürstenberga do wykonania dekoracji w jego rezydencji w Saverne.
W latach 1677–1685 był nadwornym artystą Ludwika XIV, wykonywał wówczas m.in. dekoracje w Wersalu (reliefy w Galerii Zwierciadlanej i Salonie Wojny).
Był też autorem grobowców i rzeźb na sarkofagach: Jean-Baptiste Colberta w kościele Saint Eustache, Charlesa Le Bruna i kardynała Mazarina.
Jego siostrzeńcami i uczniami byli Guillaume Coustou i Nicolas Coustou.
Zmarł w Paryżu i pochowany został w kościele Saint Germain l’Auxerrois.